# Meuria
Meuria is een bestuurslaag in het regentschap Lhokseumawe van de provincie Atjeh, Indonesië. Meuria telt 3248 inwoners (volkstelling 2010).